# Narayana pundaluoyana
Narayana pundaluoyana är en insektsart som beskrevs av William Lucas Distant 1916. Narayana pundaluoyana ingår i släktet Narayana och familjen sköldstritar. Inga underarter finns listade i Catalogue of Life.